# ساسن‌هیم
ساسن‌هیم (به هلندی: Sassenheim) یک منطقهٔ مسکونی در هلند است که در تیلینگن واقع شده‌است. ساسن‌هیم ۱۴٫۹۰۶ نفر جمعیت دارد.
نام‌ان به معنی «خانهٔ ساکسون‌ها» است.